# 郝蕾
郝蕾（1978年11月1日—），中国大陸女演员，吉林通化人，毕业于上海戏剧学院，出演過多部話劇和文藝片。2010年因電影《第四張畫》奪得金馬獎最佳女配角。

## 生平
1998年，19歲的郝蕾接演校园劇《十七歲不哭》，並因此走紅。其後她在小劇場話劇《恋爱的犀牛》扮神祕女子明明，古裝電視劇《少年天子》中飾演順治廢后，展現了她演繹內心戲的能力。2006年，她演出婁燁導演、以1989年六四事件為背景的電影《颐和园》，受到國際矚目。
早年她以臺語電視劇《神機妙算劉伯溫》中的演出為臺灣觀眾所熟知，2010年她在鍾孟宏導演的臺灣電影《第四張畫》中，飾演陸配吳春蘭，並以此奪得金馬獎最佳女配角。2012年，她再以電影《浮城謎事》中對抗第三者的正室角色，入圍第49屆金馬獎最佳女主角。
郝蕾曾與《少年天子》同戲演員鄧超交往，但其後分手。2006年，郝蕾和演员李光洁結婚，2009年兩人宣告仳離。2013年8月9日，郝蕾在個人微博表示已誕下一對雙胞胎，其現任丈夫為圈外人劉燁。2019年底，郝蕾公開發聲明稱與劉燁已於數年前離婚。
2014年，郝蕾在電影《黃金時代》裡飾演中國當代作家丁玲，此片使她再度入圍第51屆金馬獎最佳女配角獎。

## 演出作品

### 电视剧
| 年份   | 劇名               | 角色             |
| ------ | ------------------ | ---------------- |
| 1997年 | 等你               | 邵蝶             |
| 1998年 | 十七岁不哭         | 杨宇凌           |
| 1998年 | 姐妹               | 殷小麦           |
| 1999年 | 缘来一家人         | 姜九             |
| 2001年 | 相约青春           | 王可盈           |
| 2001年 | 秀才豆腐           | 金灵郡主         |
| 2001年 | 绝路               | 小清             |
| 2001年 | 红颜烈药           | 小渔             |
| 2002年 | 有情有义           | 周倩             |
| 2003年 | 肥猫寻亲记         | 方纪香           |
| 2003年 | 醉拳张三           | 李彩莲           |
| 2004年 | 我生命中的橄榄树   | 阿春             |
| 2005年 | 少年黄飞鸿         | 十三姨           |
| 2005年 | 新铡美案           | 秦香莲           |
| 2005年 | 少年天子           | 静妃             |
| 2005年 | 夜来风雨           | 塞上雪           |
| 2006年 | 道可道             | 甘若饴           |
| 2006年 | 谍影藏龙之精武飞鸿 | 林思羽           |
| 2006年 | 烟花三月           | 孔四贞           |
| 2006年 | 地下铁             | 傅明明           |
| 2006年 | 神機妙算劉伯溫     | 南風公主、含煙   |
| 2007年 | 密令1949           | 苏小雅           |
| 2007年 | 朱家花园           | 朱婉婷（沈婉婷） |
| 2008年 | 恋人               | 乐意（友情主演） |
| 2008年 | 寻人启事           | 韩雪曼           |
| 2009年 | 我的兄弟叫顺溜     | 顺溜姐姐         |
| 2009年 | 当爱已成往事       | 马飞             |
| 2009年 | 姐妹新娘           | 殷丽英           |
| 2011年 | 黑夜天使           | 沈如月           |
| 2015年 | 我的二哥二嫂       | 李英姿           |
| 2015年 | 傻柱               | 秦淮茹           |
| 2016年 | 头号前妻           | 颜樱             |
| 2016年 | 我是你的眼         | 田春妮           |
| 2019年 | 鹤唳华亭           | 張尚服           |
| 2019年 | 热爱               | 周茉莉(客串)     |
| 2019年 | 绝境铸剑           | 胡嫂(客串)       |
| 2020年 | 东四牌楼东         | 佟丽华           |
| 2021年 | 八角亭谜雾(网络剧) | 玄珠             |
| 2023年 | 熟年               | 张春梅           |
| 待播   | 珍品               | 何晓君           |

### 电影
- 2001年，《初恋的故事》
- 2006年：《颐和园》飾 余虹
- 2009年：《白银帝国》飾 杜筠清
- 2009年：《河上的爱情》飾 白羽
- 2010年：《第四張畫》飾 吳春蘭
- 2010年：《愛你一萬年》飾 飲料店老闆
- 2011年：《守望者：罪恶迷途》
- 2011年：《春嬌與志明》飾 尚優優好友
- 2012年：《浮城謎事》 飾 陸潔
- 2014年：《親愛的》 飾 魯曉娟
- 2014年：《黃金時代》飾 丁玲
- 2015年：《剩者为王》飾 汪嵐
- 2016年：《謀殺似水年華》饰 王丁姐
- 2016年：《梦想合伙人》饰 文清
- 2016年：《天亮之前》飾 姜雨晴
- 2017年：《灿烂这一刻》
- 2017年：《解憂雜貨店》饰 大晴美
- 2018年：《监狱犬计划》 饰 李翘
- 2019年：《春潮》 饰 郭建波
- 2021年：《盛夏未来》饰 陈辰母亲
- 2023年：《无价之宝》饰 马淑娟
- 2024年：《有你真好！》饰 苗红
- 待上映：《独自·上场》
- 待上映：《23号》(兼任"监制")

### 话剧
- 2003年：《恋爱的犀牛》
- 2010年：《柔软》
- 2019年：《曾经如是》
- 2022年:   《寄生虫》

### 广告
- 中国电信
- 乐事薯片

## 專輯
- 2007年：《再回首》（單曲）
- 2011年：《關於TA的傷心事》

## 形象代言
- 2004年：CCTV中国魅力城市─通化形象代言人（通化市代表）。

## 獎項紀錄
| 年份 | 典禮類型                   | 獎項                       | 作品           | 結果 |
| ---- | -------------------------- | -------------------------- | -------------- | ---- |
| 2009 | 第12屆上海國際電影節       | 最佳女主角                 | 《白銀帝國》   | 提名 |
| 2010 | 第47屆金馬獎               | 最佳女配角                 | 《第四張畫》   | 獲獎 |
| 2012 | 第49屆金馬獎               | 最佳女主角                 | 《浮城謎事》   | 提名 |
| 2012 | 第4屆青年電影手冊年度盛典  | 年度女主角                 | 《浮城謎事》   | 獲獎 |
| 2013 | 第7屆亞洲電影大獎          | 最佳女主角                 | 《浮城謎事》   | 提名 |
| 2013 | 第4屆中國電影導演協會      | 年度女演員                 | 《浮城謎事》   | 提名 |
| 2013 | 第7屆FIRST青年電影展       | 最受青年矚目華語電影女演員 | 《浮城謎事》   | 獲獎 |
| 2013 | 第13屆華語電影傳媒大獎     | 最佳女主角                 | 《浮城謎事》   | 提名 |
| 2014 | 第51屆金馬獎               | 最佳女配角                 | 《黃金時代》   | 提名 |
| 2015 | 第34屆香港電影金像獎       | 最佳女配角                 | 《黃金時代》   | 提名 |
| 2015 | 第22屆北京大學生電影節     | 最佳女演員                 | 《黃金時代》   | 提名 |
| 2015 | 第15屆華語電影傳媒大獎     | 最佳女配角                 | 《親愛的》     | 提名 |
| 2015 | 第5屆豆瓣電影鑫像獎        | 最佳女演員                 | 《親愛的》     | 獲獎 |
| 2015 | 第5屆青年電影手冊年度盛典  | 年度女演員                 | 《親愛的》     | 提名 |
| 2018 | 第24屆上海電視節白玉蘭獎   | 最佳女主角                 | 《情滿四合院》 | 提名 |
| 2020 | 第32屆中國電視劇飛天獎     | 優秀女演員                 | 《情滿四合院》 | 提名 |
| 2020 | 第15屆中國長春電影節       | 最佳女演員                 | 《春潮》       | 提名 |
| 2021 | 第12屆青年電影手冊年度盛典 | 年度女演員                 | 《春潮》       | 獲獎 |
| 2021 | 第13屆澳門國際電影節       | 最佳女配角                 | 《盛夏未來》   | 提名 |